# قائمة عقيلات حكام لوكسمبورغ
انظر أيضاً:قائمة حكام لوكسمبورغ

## أقران كونتات لوكسمبورغ

### آل لوكسمبورغ القديمة(963–1136)
| الصورة | الاسم                            | الأب                                              | الميلاد | الزواج      | أصبحت قرينة        | توقفت عن اللقب          | الموت         | زوجة                          |
| ------ | -------------------------------- | ------------------------------------------------- | ------- | ----------- | ------------------ | ----------------------- | ------------- | ----------------------------- |
|        | Hedwig of Nordgau                | Eberhard IV, Count of Nordgau (Conradine)         | 937     | 950         | 963 تأسيس المقاطعة | 13 ديسمبر 992           | 13 ديسمبر 992 | سيغفريد من لوكسمبورغ          |
|        | Ermentrude, Countess of Gleiberg | -                                                 | 964     | بعد 985/990 | بعد 985/990        | بعد 995                 | بعد 995       | فريدريك من لوكسمبورغ          |
|        | كلمينتيا من آكيتاين              | William VII, Duke of Aquitaine (Ramnulfids)       | 1060    | 1075        | 1075               | 8 أغسطس 1086 وفاة الزوج | 4 يناير 1142  | كونراد الأول، كونت لوكسمبورغ  |
|        | Mathilde/Luitgarde of Northeim   | Kuno of Northeim, Count of Beichlingen (Northeim) | -       | 1105        | 1105               | بعد 1120                | بعد 1120      | ويليام، كونت لوكسمبورغ        |
|        | Ermengarde, Countess of Zutphen ‏ | Otto II, Count of Zutphen                         | -       | 1134        | 1134               | 1136 وفاة الزوج         | 1138          | كونراد الثاني، كونت لوكسمبورغ |

### آل نامور(1136–1196)
| الصورة | الاسم                | الأب                                    | الميلاد | الزواج    | أصبحت قرينة | توقفت عن اللقب | الموت    | زوجة                        |
| ------ | -------------------- | --------------------------------------- | ------- | --------- | ----------- | -------------- | -------- | --------------------------- |
|        | Laurette of Flanders | تييري كونت فلاندرز (Metz)               | 1130    | 1152/59   | 1152/59     | 1163 طلاق      | 1175     | هنري الرابع، كونت لوكسمبورغ |
|        | Agnes of Guelders    | Henry I, Count of Guelders (Wassenberg) | -       | 1168/1171 | 1168/1171   | بعد 1186       | بعد 1186 | هنري الرابع، كونت لوكسمبورغ |

### آل هوهنشتاوفن(1196–1197)
| الصورة | الاسم                 | الأب                                   | الميلاد | الزواج | أصبحت قرينة                      | توقفت عن اللقب                     | الموت         | زوجة                     |
| ------ | --------------------- | -------------------------------------- | ------- | ------ | -------------------------------- | ---------------------------------- | ------------- | ------------------------ |
|        | مارغريت كونتيسة بلوا ‏ | ثيوبالد الخامس، كونت بلوا (أسرة بلوا ‏) | 1164/70 | 1190   | 14 أغسطس 1196 اعتلاء الزوج العرش | 1197 رجعت المقاطعة لأسرة لوكسمبورغ | 12 يوليو 1230 | أوتو الأول، كونت بورغندي |

### آل نامور(1197–1247)
لا يوجد

### آل لوكسمبورغ(1247–1354)
| الصورة | الاسم                       | الأب                                            | الميلاد        | الزواج          | أصبحت قرينة                       | توقفت عن اللقب                     | الميلاد        | زوجة                               |
| ------ | --------------------------- | ----------------------------------------------- | -------------- | --------------- | --------------------------------- | ---------------------------------- | -------------- | ---------------------------------- |
|        | مارغريت من بار              | هنري الثاني، كونت بار (Bar)                     | 1220           | 4 يونيو 1240    | 12 فبراير 1247 اعتلاء الزوج العرش | 23 نوفمبر 1275                     | 23 نوفمبر 1275 | هنري الخامس                        |
|        | بياتريس دي أفيسنيس          | بالدوين، لورد بيومون (بيت أفيسنيس)              | 1242           | by 22 مايو 1265 | 24 ديسمبر 1281 اعتلاء الزوج العرش | 5 يونيو 1288 وفاة الزوج            | 1 مارس 1321    | هنري السادس، كونت لوكسمبورغ        |
|        | مارغريت البرابانتية         | جون الأول، دوق برابانت (أسرة ريغنار ‏)           | 4 أكتوبر 1276  | 9 يوليو 1292    | 9 يوليو 1292                      | 14 ديسمبر 1311                     | 14 ديسمبر 1311 | هنري السابع (إمبراطور روماني مقدس) |
|        | إليزابيث البوهيمية          | فينسيسلاوس الثاني ملك بوهيميا (آل برميسل)       | 20 يناير 1292  | 1 سبتمبر 1310   | 24 أغسطس 1313 اعتلاء الزوج العرش  | 28 سبتمبر 1330                     | 28 سبتمبر 1330 | يانغ الأعمى                        |
|        | بياتريس البوربونية ‏         | لويس الأول، دوق بوربون (آل بوربون)              | 1320           | 11 مارس 1349    | 11 مارس 1349                      | 26 أغسطس 1346 وفاة الزوج           | 27 ديسمبر 1383 | يانغ الأعمى                        |
|        | بلانش من فالوا [الإنجليزية] | شارل كونت فالوا (فالوا)                         | 1316           | 23 مايو 1323    | 26 أغسطس 1346 اعتلاء الزوج العرش  | 1 أغسطس 1348                       | 1 أغسطس 1348   | كارل الرابع                        |
|        | آنا البافارية ‏              | رودولف الثاني كونت بالاتينات-الراين ‏ (فيتلسباخ) | 26 سبتمبر 1329 | 11 مارس 1349    | 11 مارس 1349                      | 2 فبراير 1353                      | 2 فبراير 1353  | كارل الرابع                        |
|        | Anna of Świdnica ‏           | Henry II, Duke of Świdnica (Piast)              | 1339           | 27 مايو 1353    | 27 مايو 1353                      | 1353 انتقلت المقاطعة إلى زوج الأخت | 11 يوليو 1362  | كارل الرابع                        |
|        | جوانا دوقة برابانت ‏         | John III, Duke of Brabant (أسرة ريغنار ‏)        | 24 يونيو 1322  | مارس 1352       | 1353 اعتلاء الزوج العرش           | 13 مارس 1354 ارتفعت إلى دوقة       | 1 نوفمبر 1406  | فنتسل الأول                        |

## قرينات دوقات لوكسمبورغ

### آل لوكسمبورغ(1354–1443)
| الصورة | الاسم               | الأب                                     | الميلاد       | الزواج         | أصبحت قرينة                       | توقفت عن اللقب                   | الوفاة         | زوجة             |
| ------ | ------------------- | ---------------------------------------- | ------------- | -------------- | --------------------------------- | -------------------------------- | -------------- | ---------------- |
|        | جوانا دوقة برابانت ‏ | John III, Duke of Brabant (أسرة ريغنار ‏) | 24 يونيو 1322 | مارس 1352      | 13 مارس 1354 ارتقت إلى دوقة       | 7 ديسمبر 1383 اعتلاء الزوج العرش | 1 نوفمبر 1406  | فنتسل الأول      |
|        | جوانا البافارية ‏    | ألبرت الأول، دوق بافاريا (فيتلسباخ)      | 1362          | 29 سبتمبر 1370 | 29 نوفمبر 1378 اعتلاء الزوج العرش | 31 ديسمبر 1386                   | 31 ديسمبر 1386 | فنتسلاوس الثاني  |
|        | Agnes of Opole      | Bolko II of Opole (Piast)                | -             | 1374           | 1388 اعتلاء الزوج العرش           | 18 يناير 1411 وفاة الزوج         | 1 أبريل 1413   | جوبست من مورافيا |

### عائلة فالوا-بورغندي(1443–1482)
| الصورة | الاسم               | الأب                           | الميلاد        | Marriage     | Became Consort          | Ceased to be Consort     | Death          | Spouse      |
| ------ | ------------------- | ------------------------------ | -------------- | ------------ | ----------------------- | ------------------------ | -------------- | ----------- |
|        | إيزابيلا البرتغالية | جواو الأول ملك البرتغال (أفيز) | 21 فبراير 1397 | 7 يناير 1430 | 1443 اغتصاب الزوج العرش | 15 يوليو 1467 وفاة الزوج | 17 ديسمبر 1471 | فيليب الطيب |
|        | مارغريت من يورك ‏    | ريتشارد دوق يورك (أسرة يورك)   | 3 مايو 1446    | 9 يوليو 1468 | 9 يوليو 1468            | 5 يناير 1477 وفاة الزوج  | 23 نوفمبر 1503 | شارل الجريء |

### آل هابسبورغ(1482–1700)
| الصورة | الاسم                    | الأب                                                  | الميلاد        | الزواج         | أصبحت قرينة                      | توقفت عن اللقب            | الوفاة         | زوجة                      |
| ------ | ------------------------ | ----------------------------------------------------- | -------------- | -------------- | -------------------------------- | ------------------------- | -------------- | ------------------------- |
|        | خوانا القشتالية          | فرناندو الثاني (تراستامارا)                           | 6 نوفمبر 1479  | 20 أكتوبر 1496 | 20 أكتوبر 1496                   | 25 سبتمبر 1506 وفاة الزوج | 12 أبريل 1555  | فيليب الأول ملك قشتالة    |
|        | إيزابيلا البرتغالية      | مانويل الأول ملك البرتغال (أفيز)                      | 24 أكتوبر 1503 | 11 مارس 1526   | 11 مارس 1526                     | 1 مايو 1539               | 1 مايو 1539    | كارلوس الخامس             |
|        | ماري الأولى ملكة إنجلترا | هنري الثامن ملك إنجلترا (أسرة تيودور)                 | 18 فبراير 1516 | 25 يوليو 1554  | 16 يناير 1556 اعتلاء الزوج العرش | 17 نوفمبر 1558            | 17 نوفمبر 1558 | فيليب الثاني ملك إسبانيا  |
|        | إليزابيث من فالوا        | هنري الثاني ملك فرنسا (فالوا)                         | 2 أبريل 1545   | 22 يونيو 1559  | 22 يونيو 1559                    | 3 أكتوبر 1568             | 3 أكتوبر 1568  | فيليب الثاني ملك إسبانيا  |
|        | آنا النمساوية            | ماكسيمليان الثاني (هابسبورغ)                          | 1 نوفمبر 1549  | 4 مايو 1570    | 4 مايو 1570                      | 26 أكتوبر 1580            | 26 أكتوبر 1580 | فيليب الثاني ملك إسبانيا  |
|        | إليزابيث الفرنسية        | هنري الرابع ملك فرنسا (آل بوربون)                     | 22 نوفمبر 1602 | 25 نوفمبر 1615 | 31 مارس 1621 اعتلاء الزوج العرش  | 6 أكتوبر 1644             | 6 أكتوبر 1644  | فيليب الرابع ملك إسبانيا  |
|        | ماريانا النمساوية        | فرديناند الثالث إمبراطور الرومانية المقدسة (هابسبورغ) | 24 ديسمبر 1634 | 7 أكتوبر 1649  | 7 أكتوبر 1649                    | 17 سبتمبر 1665 وفاة الزوج | 16 مايو 1696   | فيليب الرابع ملك إسبانيا  |
|        | ماري لويز من أورليان     | فيليب الأول، دوق أورليان (أسرة أورليان)               | 26 مارس 1662   | 19 نوفمبر 1679 | 19 نوفمبر 1679                   | 12 فبراير 1689            | 12 فبراير 1689 | كارلوس الثاني ملك إسبانيا |
|        | ماريا آنا من نويبورغ     | فيليب فيلهلم (ناخب بالاتينات) (فيتلسباخ)              | 28 أكتوبر 1667 | 14 مايو 1690   | 14 مايو 1690                     | 1 نوفمبر 1700 وفاة الزوج  | 16 يوليو 1740  | كارلوس الثاني ملك إسبانيا |

### آل بوربون(1700–1712)
| الصورة | الاسم                | الأب                             | الميلاد        | الزواج        | أصبحت قرينة   | توقفت عن اللقب                        | الوفاة         | زوجة                     |
| ------ | -------------------- | -------------------------------- | -------------- | ------------- | ------------- | ------------------------------------- | -------------- | ------------------------ |
|        | ماريا لويزا السافوية | فيتوريو أميديو الثاني (آل سافوي) | 17 سبتمبر 1688 | 2 نوفمبر 1701 | 2 نوفمبر 1701 | 1712 تم التنازل عن لوكسمبورغ لبافاريا | 14 فبراير 1714 | فيليب الخامس ملك إسبانيا |

### آل فيتلسباخ(1712–1713)
| الصورة | الاسم                   | الأب                              | الميلاد     | الزواج       | أصبحت قرينة                        | توقفت عن اللقب                                    | الوفاة       | زوجة                |
| ------ | ----------------------- | --------------------------------- | ----------- | ------------ | ---------------------------------- | ------------------------------------------------- | ------------ | ------------------- |
|        | تيريزا كونغوندا سوبيسكي | يوحنا الثالث ملك بولندا (سوبيسكي) | 4 مارس 1676 | 2 يناير 1695 | 1712 تم التنازل عن لوكسمبورغ للزوج | 11 أبريل 1713 انتقلت لوكسمبورغ إلى الحكم النمساوي | 10 مارس 1730 | ماكسيمليان إيمانويل |

### هابسبورغ(1713–1780)
| الصورة | الاسم                                    | الأب                                          | الميلاد       | الزواج       | أصبحت قرينة                                       | توقفت عن اللقب            | الوفاة         | زوجة                               |
| ------ | ---------------------------------------- | --------------------------------------------- | ------------- | ------------ | ------------------------------------------------- | ------------------------- | -------------- | ---------------------------------- |
|        | إليزابيث كريستين من براونشفايغ-فولفنبوتل | لودفيغ رودولف، دوق براونشفايغ-فولفنبوتل (فلف) | 28 أغسطس 1691 | 1 أغسطس 1708 | 11 أبريل 1713 انتقلت لوكسمبورغ إلى الحكم النمساوي | 20 أكتوبر 1740 وفاة الزوج | 21 ديسمبر 1750 | كارل السادس (إمبراطور روماني مقدس) |

### أسرة لورين(1780–1794)
| الصورة | الاسم                         | الأب                                      | الميلاد        | الزواج         | أصبحت قرينة                       | توقفت عن اللقب                                            | الوفاة        | زوجة                                      |
| ------ | ----------------------------- | ----------------------------------------- | -------------- | -------------- | --------------------------------- | --------------------------------------------------------- | ------------- | ----------------------------------------- |
|        | ماريا لويزا الإسبانية         | كارلوس الثالث ملك إسبانيا (آل بوربون)     | 24 نوفمبر 1745 | 5 أغسطس 1765   | 20 فبراير 1790 اعتلاء الزوج العرش | 1 مارس 1792 وفاة الزوج                                    | 15 مايو 1792  | ليوبولد الثاني إمبراطور الرومانية المقدسة |
|        | ماريا تيريزا من نابولي وصقلية | فرديناندو الأول ملك الصقليتين (آل بوربون) | 6 يونيو 1772   | 15 سبتمبر 1790 | 1 مارس 1792 اعتلاء الزوج العرش    | 1794 تم احتلال لوكسمبورغ من قبل الجمهورية الفرنسية الأولى | 13 أبريل 1807 | فرانسيس الثاني                            |

## قرينات دوقية لوكسمبورغ الكبرى

### آل أوراني-ناساو(1815–1890)
| الصورة | الاسم                  | الأب                                                 | الميلاد        | الزواج         | أصبحت قرينة                      | توقفت عن اللقب            | الوفاة         | زوجة         |
| ------ | ---------------------- | ---------------------------------------------------- | -------------- | -------------- | -------------------------------- | ------------------------- | -------------- | ------------ |
|        | فيلهيلمينا البروسية    | فريدرش فيلهلم الثاني ملك بروسيا (آل هوهنتسولرن)      | 18 نوفمبر 1774 | 1 أكتوبر 1791  | 15 مارس 1815 اعتلاء الزوج العرش  | 12 أكتوبر 1837            | 12 أكتوبر 1837 | فيليم الأول  |
|        | آنا بافلوفنا الروسية   | بافل الأول (رومانوف)                                 | 18 يناير 1795  | 21 فبراير 1816 | 7 أكتوبر 1840 اعتلاء الزوج العرش | 7 مارس 1849 وفاة الزوج    | 1 مارس 1865    | فيليم الثاني |
|        | صوفي (ملكة هولندية)    | فيلهلم الأول (آل فورتمبيرغ)                          | 17 يونيو 1818  | 18 يونيو 1839  | 7 مارس 1849 اعتلاء الزوج العرش   | 3 يونيو 1877              | 3 يونيو 1877   | فيليم الثالث |
|        | إيما من فالدك وبيرمونت | George Victor, Prince of Waldeck and Pyrmont (فالدك) | 2 أغسطس 1858   | 7 يناير 1879   | 7 يناير 1879                     | 23 نوفمبر 1890 وفاة الزوج | 20 مارس 1934   | فيليم الثالث |

### آل ناساو-فيلبيورخ(منذ 1890)
| الصورة | الاسم                              | الأب                                                      | الميلاد        | الزواج           | أصبحت قرينة                       | توقفت عن اللقب                     | الوفاة         | زوج/ة         |
| ------ | ---------------------------------- | --------------------------------------------------------- | -------------- | ---------------- | --------------------------------- | ---------------------------------- | -------------- | ------------- |
|        | أدلهيد ماري من أنهالت-دساو ‏        | Prince Frederick Augustus of Anhalt-Dessau (أسرة أسكانيا) | 25 ديسمبر 1833 | 23 أبريل 1851    | 23 نوفمبر 1890 اعتلاء الزوج العرش | 17 نوفمبر 1905 وفاة الزوج          | 24 نوفمبر 1916 | أدولف         |
|        | انفانتا ماريا آنا البرتغالية       | ميغيل الأول ملك البرتغال (بيت براغانزا)                   | 13 يوليو 1861  | 21 يونيو 1893    | 17 نوفمبر 1905 اعتلاء الزوج العرش | 25 فبراير 1912 وفاة الزوج          | 31 يوليو 1942  | غيلاوم الرابع |
|        | الأمير فيليكس من بوربون-بارما      | روبرت الأول دوق بارما (بوربون-بارما)                      | 28 أكتوبر 1893 | 6 نوفمبر 1919    | 6 نوفمبر 1919                     | 12 نوفمبر 1964 تنازل الزوجة        | 8 أبريل 1970   | تشارلوتا      |
|        | الأميرة جوزفين شارلوت البلجيكية    | ليوبولد الثالث ملك بلجيكا (بيت ساكس-كوبرغ وغوتا)          | 11 أكتوبر 1927 | 9 أبريل 1953     | 12 نوفمبر 1964 اعتلاء الزوج العرش | 7 أكتوبر 2000 تنازل الزوج عن العرش | 10 يناير 2005  | جان           |
|        | ماريا تريزا ميستر واي باتيستا فالا | José Antonio Mestre y Alvarez                             | 22 مارس 1956   | 4/14 فبراير 1981 | 7 أكتوبر 2000 اعتلاء الزوج العرش  | حتى الآن                           |                | هنري          |